# Mackenzie Foy

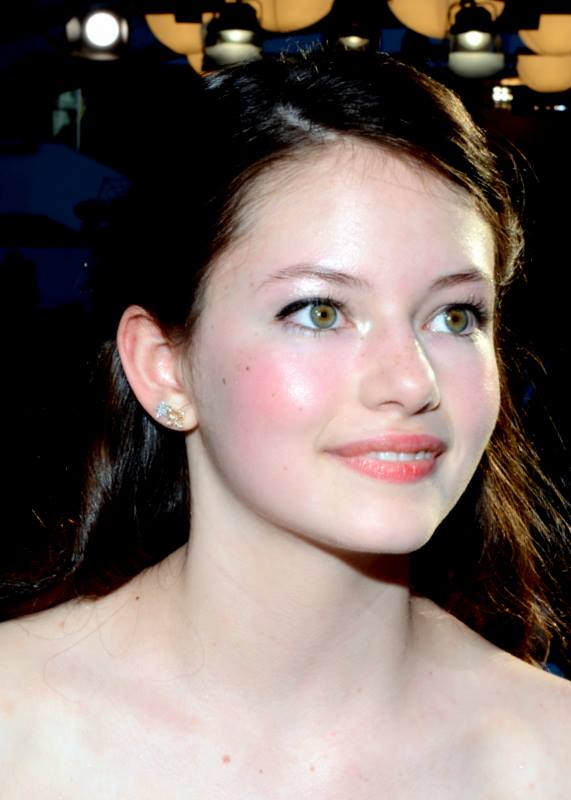
Mackenzie Foy (2015)

Mackenzie Christine Foy (ur. 10 listopada 2000 w Los Angeles) – amerykańska modelka i aktorka.

## Kariera
Foy zaczęła pracować jako modelka dziecięca w 2004; pozowała dla Garnet Hill, Polo Ralph Lauren, Guess Kids, Rubbermaid, Jones Apparel Group, The Walt Disney Company, Mattel, Target Corporation, Talbots, Guess i Gap.
Brała udział w reklamach dla firm Burger King, Kohl’s, BlackBerry, Comcast i Pantene. Brała gościnnie udział w serialach telewizyjnych:  Til Death, Hawaii Five-0, FlashForward.

## Filmografia

### Film
- 2011: Saga „Zmierzch”: Przed świtem – część 1[1] jako Renesmee Cullen
- 2012: Saga „Zmierzch”: Przed świtem – część 2[1] jako Renesmee Cullen
- 2013: Obecność jako Cindy
- 2013: Wish You Well jako Lou Cardinal
- 2014: Interstellar[1] jako młoda Murph
- 2015: Mały Książę jako Mała Dziewczynka (głos)
- 2018: Dziadek do orzechów i cztery królestwa (The Nutcracker and the Four Realms[1]) jako Clara
- 2020: Czarna piękność (Black Beauty[1]) jako Jo Green

### Telewizja
- 2009: Til Death jako Mała dziewczynka (serial, 1 odcinek)
- 2010: FlashForward: Przebłysk jutra jako Katie Erskine (serial, 1 odcinek)
- 2010: Hawaii Five-0 jako Lily Wilson (serial, 2 odcinki)
- 2012: R.L. Stine’s The Haunting Hour: The Series jako Georgia Lomin / Natalie (2 odcinki)
- 2014: The Cookie Mobste jako Sally (film TV)
- 2017: Jesse Stone: Lost in Paradise jako Jenny O’Neill (film TV)